# Coll de Vars
El coll de Vars (en francès col de Vars) és un port de muntanya dels Alps francesos, en el límit entre els departaments dels Alts Alps i els Alps de l'Alta Provença i que comunica les valls de l'Ubaye amb el Cairàs i Ambrun, al massís de l'Ubaye. S'eleva fins als 2.108 metres d'altitud i fou construït el 1890.

## Ciclisme
El coll de Vars ha estat superat en 36 ocasions pel Tour de França, sent categoritzat com a fora de categoria, 1a o 2a categoria segons l'any. Philippe Thys fou el primer a superar-lo, en l'edició de 1922. Des de 1947 ha estat superat en 23 ocasions.
| - 1922: Philippe Thys (BEL) - 1923: Francis (FRA) i Henri Pélissier (FRA) - 1924: Nicolas Frantz (LUX) - 1925: Bartolomeo Aimo (ITA) - 1926: Bartolomeo Aimo (ITA) - 1927: Nicolas Frantz (LUX) - 1933: Vicente Trueba (ESP) - 1934: René Vietto (FRA) - 1935: Félicien Vervaecke (BEL) - 1936: Julián Berrendero (ESP) - 1937: Edward Vissers (BEL) - 1938: Gino Bartali (ITA) - 1939: Edward Vissers (BEL) - 1947: Jean Robic (FRA) - 1948: Jean Robic (FRA) - 1949: Ferdi Kübler (SUI) - 1950: Louison Bobet (FRA) - 1951: Fausto Coppi (ITA) | - 1953: Adolphe Deledda (FRA) - 1955: Charly Gaul (LUX) - 1958: Nino Catalano (ITA) - 1960: Imerio Massignan (ITA) - 1962: Eddy Pauwels (BEL) - 1964: Julio Jiménez (ESP) - 1965: Cees Haast (NED) - 1967: Georges Chappe (FRA) - 1969: Gabriel Mascaro (FRA) - 1972: Raymond Delisle (FRA) - 1975: Joop Zoetemelk (NED) - 1986: Eduardo Chozas (ESP) - 1989: Bruno Cornillet (FRA) - 1993: Davide Cassani (ITA) - 2000: Jens Heppner (GER) - 2017: Aleksei Lutsenko (KAZ) - 2019: Tim Wellens (BEL) - 2024: Richard Carapaz (ECU) |